# Athemus atriceps
Athemus atriceps là một loài bọ cánh cứng trong họ Cantharidae. Loài này được Bourgeois miêu tả khoa học năm 1907.